# Sugriva
En el poema épico hindú Ramayana, Sugriva (sánscrito: सुग्रीव, IAST: sugrīva, lit. con hermoso cuello) era el hermano más joven de Vali y quién lo sucedió como gobernante de Kishkindha, el reino de los vanaras. Su mujer fue Ronā y era hijo de Surya, la deidad hindú de sol. Como rey de los vanaras, Sugriva ayudó a Rama en su misión de liberar a su mujer Sita de las manos de Ravana, el rey de los demonios raksasas. Esta ayuda se conoció como Sugrivajne.  
Sugriva, también es conocido en javanés como: Sugriwa, RTGS: Su-khrip; en Lao como: Sugeep; en Khmer como: Sukhreeb; en creole como: Soogrim; en Lao como: Sangkip; en tamil como: Cukkirivan; en birmano como: Thugyeik, Sugreeva or Sugreev.

## La historia de Sugriva
La historia de Sugriva es parte del Ramayana y está también presente en el Mahabharata, pero en una versión más resumida.

### Sugriva y Vali tienen un desacuerdo

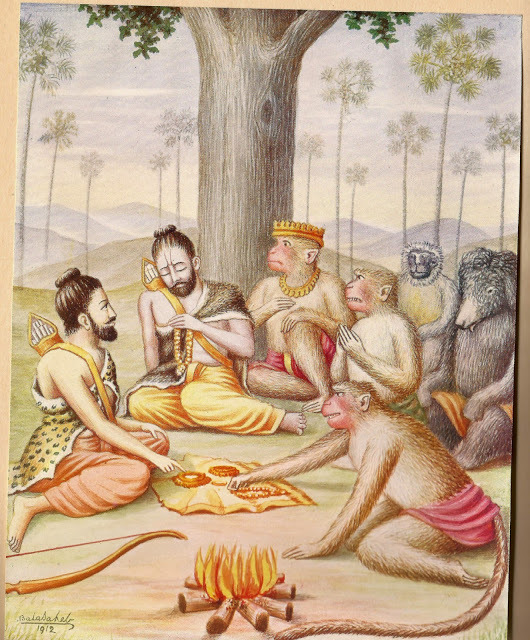
Rama conoce a Sugreeva

Vali fue el gobernante del reino de Kishkindha; sus súbditos eran los vanaras y Tara fue su mujer. Un día, un demonio furioso, con el nombre de Maayaavi, vino a las puertas de la capital y desafió a Vali a un combate. Vali aceptó el reto, pero cuándo salió, el demonio huyó aterrorizado a una cueva profunda. Vali se adentró en la cueva en persecución del demonio, diciéndole a Sugriva que lo esperara afuera. En vista de que Vali no regresaba, al oír gritos demoníacos y viendo sangre que salía de la entrada de la cueva. Sugriva concluyó que su hermano había sido asesinado. Con el corazón abatido, Sugriva rodó una gran roca para sellar la entrada de la cueva y regresó a Kishkindha, asumiendo el puesto del rey de los vanaras. Vali, sin embargo, prevaleció en el combate con el demonio y volvió a casa. Al ver a Sugriva como rey,  concluyó que su hermano le había traicionado. A pesar de que Sugriva humildemente intentó darle explicaciones, Vali se negó a escuchar. Como resultado, Sugriva fue desterrado del reino, Vali tomó a Ronā, la esposa de Sugriva, a la fuerza y los dos hermanos se volvieron acérrimos enemigos. Sugriva, entonces, se va a vivir a Rishyamukh ya que es el único sitio en el mundo donde Vali no puede ir. Anteriormente, Vali fue maldecido por Sage Matang y de ahí que no pueda poner un pie en ese pedazo  de tierra. Si lo hace, esto le causaría la muerte.

### Sugriva hace un pacto

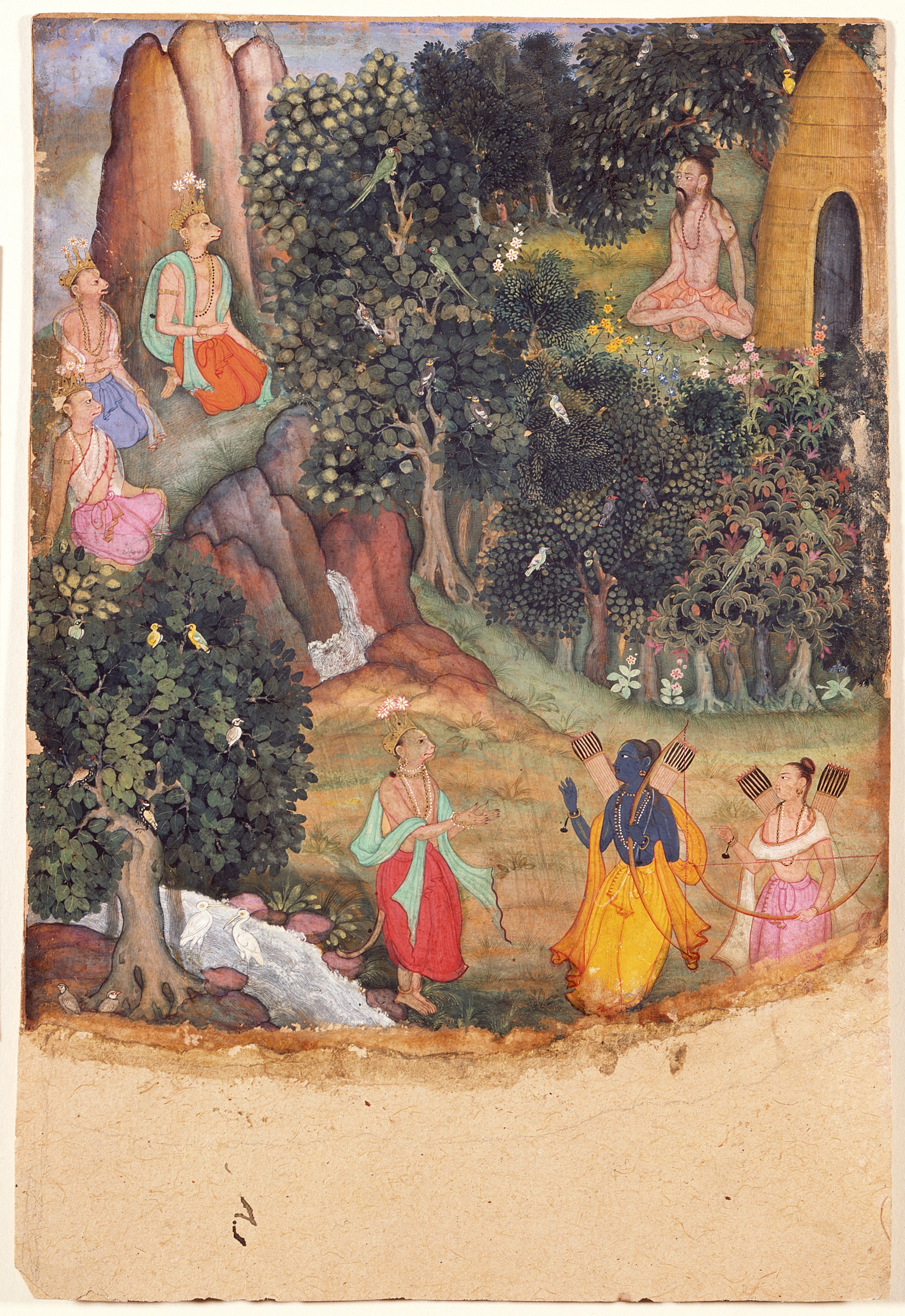
Rama y Lakshmana se conocen Sugriva en la ermita de Matanga

En el exilio, Sugriva hizo amistad como Rama, el Avatar de Vishnu, quién estaba en una misión para rescatar a su mujer Sita del demonio Ravana, el rey de los rakshasas. Rama prometió que mataría a Vali y que restablecería a Sugriva como el rey de los vanaras y Sugriva, en cambio, prometió ayudar a Rama en su misión.

### Rama mata a Vali y le cede el reino a Sugriva

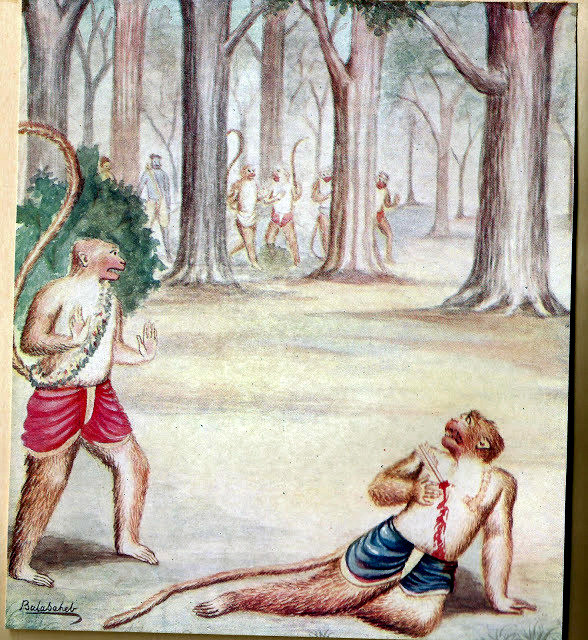
Asesinato de Vali vanara

Juntos, Sugriva y Rama fueron en búsqueda de Vali. Mientras Rama estaba atrás, Sugriva desafió y reto a Vali a una batallar. Los hermanos se enfrentaron, luchando con árboles y piedras, con puños, uñas y dientes. Estaban equitativamente emparejados e indistinguibles al observador, hasta que Hanuman, el asesor de Sugriva dio un paso adelante y colocó una guirnalda de flores alrededor del cuello de Sugriva. Fue entonces cuando Rama emergió con su arco y lanzó una flecha a través del corazón de Vali. Después de la muerte de Vali, Sugriva reclamó el reino de los vanaras, tomó a su mujer, Ronā de vuelta y se hizo cargo de la mujer principal de Vali, Tara, quién se convirtió en emperatriz,  y del hijo de Vali, Angada, quién se convirtió en príncipe de la corona .

## Sugriva lucha contra Lava y Kusha

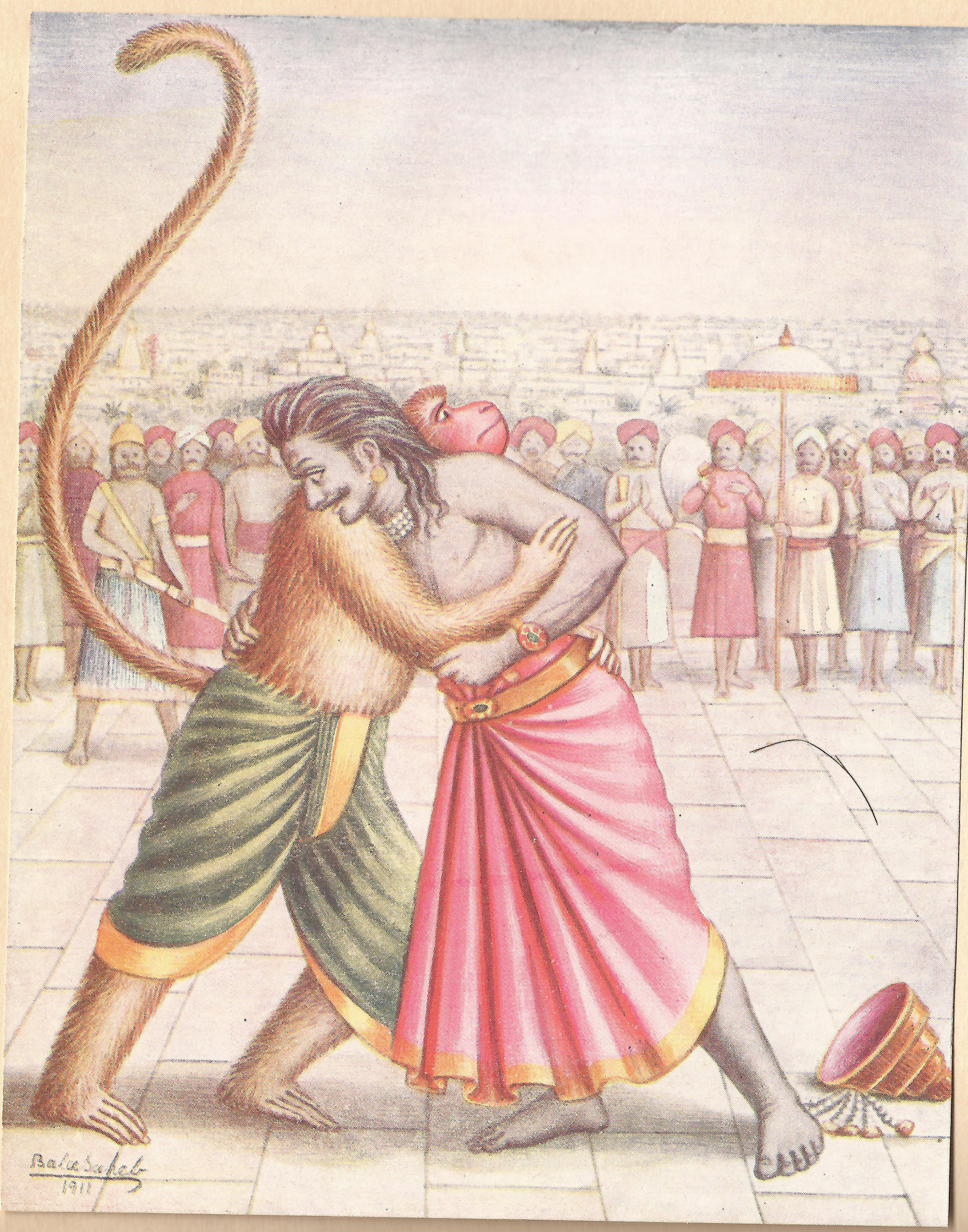
Sugriva lucha contra Ravana

A petición de Lakshmana  y después de la aprobación de Gurú Vasistha, Rama planificó hacer un Ashvamedha Yagya. En esta ocasión auspiciosa, llamó a Sugriva junto con Angada, Nala, Neela, Jambavantha y Hanuman y los invitó a Ayodhya. Rama saluda y abraza a Sugriva, Jambavantha y a los otros cuando llegan a Ayodhya.
Sin embargo, el caballo para el Yagya fue capturado por los hermanos Lava y Kusha. En el ejército de Rama, se difundió la noticia de que dos muni kumara habían capturado el caballo para el Yagya. Shatrughana entonces lucha contra Lava y pierde contra él. Luego llega Lakshamana quien también es derrotado por Lava. En ese momento Bharata le pide a Rama permiso para liberar al Caballo de los dos muni Kumara. Sugriva y Hanuman a su vez le piden a Rama que les permita ir con Bharata a la batalla. Lava y Kusha derrotan a Bharata y Sugriva y toman a Hanuman como prisionero. Hanuman era el único que sabía que Lava y Kush era hijos de su maestro y de Sita, por eso se dejó encarcelar por ello.

## El retiro
Cuándo Rama decidió retirarse del mundo y tomó samadhi en el río Saryu, Sugriva también se retiró de la tierra y fue con su padre Surya.

## Versión jainista
Según los textos jainistas, Sugriva era un ser humano, él tomó a Jain Diksha y logró conseguir el Moksha de Mangi-Tungi.

## Representaciones artísticas y folclóricas de Sugriva
- El combate de Sugriva con su hermano Vali era un motivo favorito entre los escultores del Khmer, contribuyendo a los templos y los monumentos angkorianos cercanos de Siem Reap en Camboya.
- Un detallado y emotivo tympanum en Banteay Srei, templo hindú del siglo X, describe el combate de los hermanos, así como la intervención de Rama y la muerte de Vali en los brazos de otro vanara.
- Un bajorrelieve en Angkor Wat, templo del siglo XII, muestra la lucha entre los hermanos, la llegada de Rama y a Vali tendido en su lecho de muerte, siendo velado por muchos vanaras.  Otra escena muestra a Sugriva y Rama haciendo su pacto. Un bajorrelieve grande describe a la Batalla de Lanka entre el ejército de vanaras de Rama y Sugriva contra el ejército de rakshasas deRavana.
- La lucha entre Vali y Sugriva también está representada en el  Preah Pithu, templo angkoriano del siglo XIII